# Mercedes-Benz CLR
Mercedes-Benz CLR — гоночний автомобіль, створений конструкторами Mercedes-Benz та Mercedes-AMG для участі бренду у автомобільних перегонах 24 години Ле-Мана у 1999 році.

## Історія створення

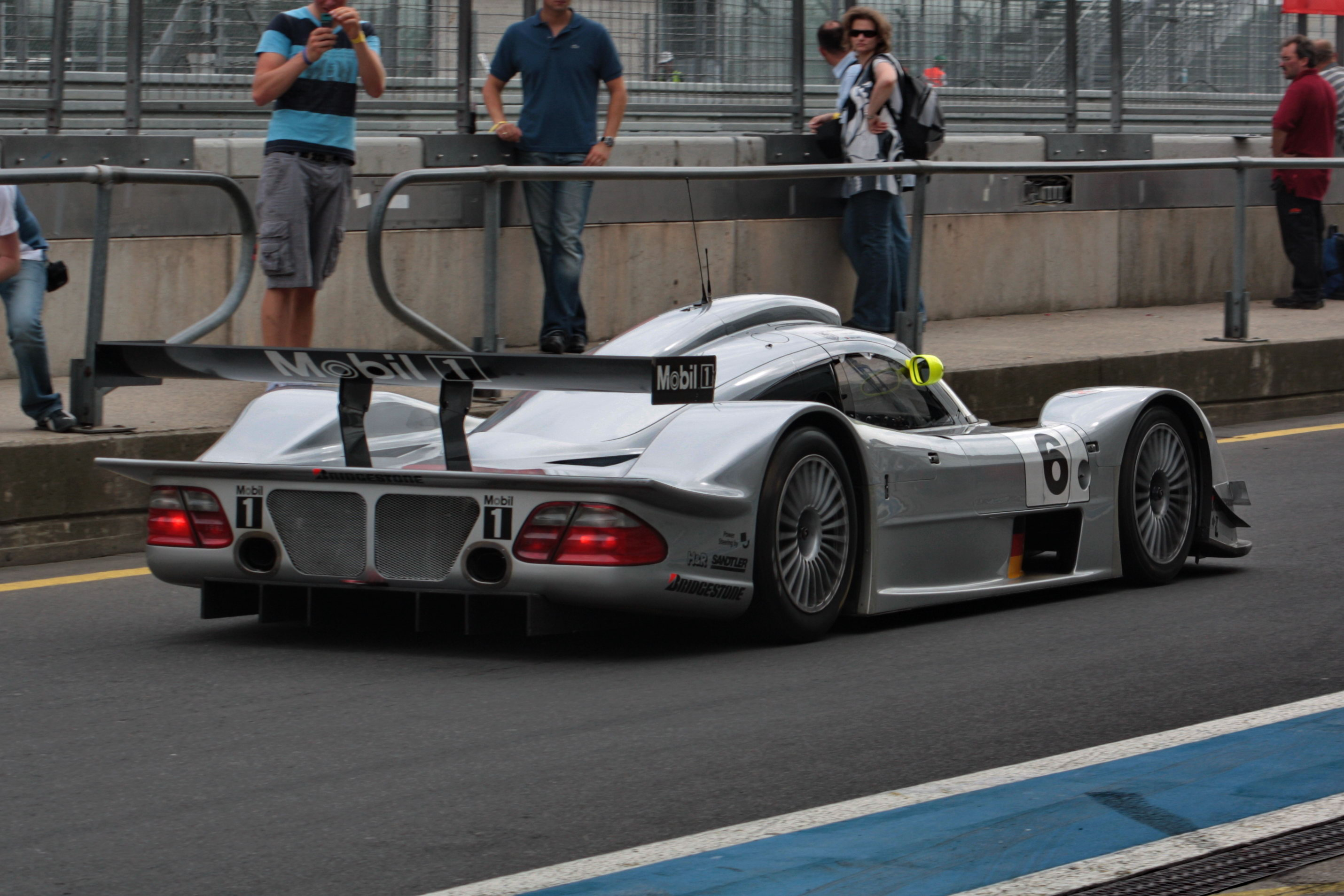

У зв'язку із фізичним старінням моделі CLK-GTR, компанія потребувала нового автомобіля, який би представляв її у гоночній серії 24 години Ле-Мана. Ним стала модель CLR. Перші випробування боліду проводились у місті Фонтана, американського штату Каліфорнія та в місті Хоумстед, штат Флорида. Завершальні випробування інженери Mercedes проводили у місті Маньї-Кур, Франція.

## Особливості будови
Болід оснащувався атмосферним 8-ми циліндровим двигуном, із V-подібним розміщенням циліндрів. Об'єм двигуна GT108C становив 5721 см3, потужність 610 к.с. Трансмісія представлена 6-ступунчастою, механічною КПП, типу Xtrac. Рама виготовлена із алюмінію, гальмівна система гідравлічного типу із карбоновими гальмівними механізмами. Передня та задня підвіски типу подвійний уїшбон. Шини низькопрофільні, виробництва фірми Bridgestone. Дизайн, порівняно із попередником Mercedes-Benz CLK-GTR, зазнав деяких змін: задня частина була знижена, що дозволило конструкторам отримати більшу притискну силу, з'явилося більше місця у кокпіті, передня частина стала дещо меншою та було модернізоване освітлення

## Перегони Ле-Ман 1999
Перегони проводилися на автодромі поблизу Ле-мана, Франція. Загалом було заявлено 3 автомобілі, з індексами 4, 5, 6. Основними конкурентами команди були: R8R Audi, BMW V12 LMR, Cadillac, Nissan R390 GT1 і Toyota GT-One. Команда Porsche, торішній переможець, у перегонах 1999 року участі не брала. Із самого початку гоночного вікенду у команди розпочалися тотальні проблеми. У четвер, під час кваліфікаційної сесії болід №4 під керівництвом Марка Веббера піднявся у повітря на ділянці траси, яку називають «Mulsanne», сам пілот не постраждав, та внаслідок цього інциденту з'явилися сумніви щодо безпеки автомобіля. За добу механіки та інженери відновили автомобіль та вдосконалили його: була збільшена притискна сила за рахунок видозміни переднього спойлера. У суботу болід №4 виїхав на ранішню розминку та не зробивши повного кола, автомобіль зазнав аварії на тому ж самому місці. Глядачі та пілот не постраждали. Незважаючи на 2 небезпечні аварії команда, на чолі із Норбергом Хаугом, вирішує не припиняти перегони і боротися за перемогу. Автомобіль вкотре доопрацювали, та проіструктували пілотів. Приблизно через 4 години болід №5, пілотований Петером Дамбреком, здійнявся у повітря, при цьому перевернувся три рази і приземлився серед дерев за відбійником автодрому. Пілот та глядачі внаслідок інциденту травм не зазнали. Перегони продовжились під жовтими прапорами, при цьому болід №6, пілотований Берндом Шнайдером, був дискваліфікований.

## Подальша доля проекту
Після інцидентів на перегонах 24-години Ле-Мана проект Mercedes-Benz CLR був остаточно закритий. Одразу після цих інцидентів та дискваліфікації, у Mercedes-Benz заявляли, що причиною аварій стали штучні нерівності на трасі, так звані бровки. Пізніше, врахувавши подібні інциденти з Porsche 911 GT1 та BMW V12 LMR їх замінили на менші за висотою. Та згодом і компанія визнала свою помилку, заявивши, що були зроблені серйозні прорахунки в аеродинамічному пакеті боліда, що призвело до такої низки інцидентів. Загалом було побудовано компанією HWA всього чотири боліди, та в музеї Mercedes-Benz немає жодного.